# Freddie Milton
Frederick George Matthew Milton, detto Freddie (Marylebone, 21 ottobre 1906 – Cirencester, agosto 1991), è stato un nuotatore e pallanuotista britannico.
Ha rappresentato la Gran Bretagna alle Olimpiadi e l'Inghilterra ai British Empire Games negli anni '30. 
Come nuotatore, vinse una medaglia d'argento nella staffetta 4 × 200 yard stile libero ai British Empire Games del 1930 a Hamilton, Ontario.
Faceva parte della squadra britannica di pallanuoto che finì ottava alle Olimpiadi di Berlino 1936, dove ha giocato quattro partite.
Sua moglie Irene Pirie e il cognato Robert Pirie, erano nuotatori canadesi che gareggiarono anche alle Olimpiadi del 1936.